# Marija Skrinjar
Marija Skrinjar (rojena Manfreda), slovenska socialna delavka in publicistka, * 10. december 1857, Kobarid, † 25. december 1931, Križ pri Tomaju.

## Življenje
Marija Skrinjar se je rodila materi Tereziji Tarman, kmetici, in očetu Andreju Manfredi, kmetu. V Kobaridu je obiskovala dvorazredno osnovno šolo, leta 1868 pa je postala učenka Simona Gregorčiča, ki je takrat nastopil kot kaplan in katehet.

## Novinarstvo
V krogu sošolcev iz kobariške šole, v katerem so bili tudi pesnik Josip Pagliaruzzi Krilan, skladatelj Andrej Volarič, in novinar ter politik Andrej Gabršček, se je Marija navdušila nad socialnim in narodnim delom. V časopisih Soča, Edinost in Slovanski svet se je zavzemala za pisanje o ženski problematiki in pravicah, napisala pa je več prispevkov o revnih domačinkah, ki so kot služkinje in dojilje delale v Trstu in Aleksandriji.
Franca Podgornika, izdajatelja in urednika časopisa Slovanski svet, je prepričala, da je objavil prvo žensko rubriko z naslovom Ženstvo, ki je v časopisu izhajalo med letoma 1894 in 1895. V rubriki je pod nadimkom Zmagoslava pisala o ženskah, ki so se morale iz domačih krajev za preživetje preseliti v tujino, ter se zavzemala za izobraževanje žensk. V devetdesetih letih 19. stoletja je skupaj s Podgornikom dobila podporo tržaških liberalcev in pripomogla k rojstvu prvega slovenskega ženskega lista, ki ga je med letoma 1897 in 1902 vodila tržaška pisateljica Marica Nadlišek. Marija je po prvi svetovni vojni pisala tudi za časopise Jadranka, Slovenska žena in Ženski svet.

## Društvo sv. Nikolaja
Ko se je po poroki s stražmojstrom Simonom Skrinjarjem in rojstvu štirih otrok preselila v Trst, se je njeno javno udejstvovanje šele zares začelo. Najprej je v korist tržaške Družbe sv. Cirila in Metoda izdajala razglednice s slikami pomembnih Slovencev, ob tem pa je tudi izumila tekočino Morana za odpravljanje uši in drugih zajedavcev.
Leta 1898 je ustanovila prvo žensko slovensko dobrodelno ustanovo Zavod sv. Nikolaja, ki je v središču Trsta skrbel za brezposelne služkinje. Zavod je deloval v večnadstropni stavbi na ulici Farneto (danes Via Ginnastica), ki jo je kupila s pomočjo bančnega posojila in zasebnih donatorjev.
Ustanova je mladim dekletom nudila tečaje, jim pomagala pri zaposlitvi, se ukvarjala s policijo in sodišči, ter skrbela za pridobivanje finančnih sredstev. Marija je po ulicah, gostilnah in zaporih iskala dekleta, ki bi jih lahko obvarovala pred težavami.
Nato je ustanovila še nadaljevalno šolo za služkinje, do leta 1907 pa je sprejela že devet tisoč deklet. Po letu 1919 je zavod zaradi premajhne finančne podpore slovenskih dobrotnikov in občin ter nenaklonjenosti Cerkve ter italijanskih oblasti prenehal delovati. Marija se je nato umaknila iz javnega življenja in nekaj let živela v Podgorici, zadnja leta pa v Križu pri Tomaju. Tam je postala dobra prijateljica družine Srečka Kosovela.